# Kaurit
 (mars 2024).
Kaurit est une colle urée-formaldéhyde lancée en 1929 par la société I.G.-Farben. Elle devient un produit clé pour l'industrie de la transformation du bois et pour le travail du bois, utilisée notamment pour le contreplaqué,,.
Cette colle avait l'avantage sur les colles de caséine utilisées auparavant d'être plus étanche. Elle avait les qualités d'une prise rapide, une résistance absolue à l'eau et aux moisissures, et pouvoir liant élevé.
Cependant, une très grande précision d'ajustement (joints de 0,1 mm) était nécessaire pour obtenir un collage parfait, car des joints plus épais risquaient de se contracter et de se fragiliser. Dans le fascicule du brevet de Kaurit (n° 550 647), il était indiqué que pour améliorer l'étalement et obtenir la consistance requise, des charges — amidon, farine de pomme de terre, flocons de pomme de terre moulus ou charges en poudre de divers types —devaient être ajoutées. Les farines de seigle et de blé étaient également mentionnées comme charges dans les instructions d'utilisation émises par I. G. Farben. Cependant, d'un point de vue technologique, ces charges n'apportaient que les avantages relativement faibles mentionnés (aptitude à l'étalement, etc.), mais des inconvénients considérables. Elles avaient un effet « gonflant », ce qui est souhaitable du fait de l'étalement, mais en revanche elles entraînent, une très forte diminution de la résistance à l'état humide, et de la résistance de la colle aux moisissures; et elle ne pouvaient être raisonnablement considérées au regard de la base nutritionnelle allemande. 
La Klemmleim est née de cette contrainte. Hanns Klemm, qui utilisait la colle Kaurit comme seule colle disponible pour la construction d'avions semi-monocoques, a développé une nouvelle colle basée sur Kaurit, lui ajoutant 10% à 20% de bakélite moulue. Cette formule réduisait considérablement le rétrécissement de la ligne de colle et des épaisseurs de ligne de colle allant jusqu'à 2,5 mm pouvaient être utilisées. Klemm a appelé cet adhésif Klemmleim (ou Klemm), et l'a fait breveter en 1943 ; elle était encore sur le marché sous le nom de colle Kaurit-WHK jusqu'en 1998. 
La Klemmleim aura probablement été utilisée pour toute la gamme des avions de Hanns Klemm, compris le Klemm Kl 105. 
À la fin des années 1930, Kaurit a commencé à gagner en popularité auprès de nombreux fabricants en dehors de l'Allemagne, et a été commercialisé au Royaume-Uni à la fin des années 1930 sous le nom de « Beetle Cement », par British Cyanid Company, reprise par la suite par British Industrial Plastics (BIP),,,. En 1928, elle a accordé à American Cyanamid, l'autorisation de produire des résines selon la technologie Beetle pour le marché américain. L'utilisation la plus importante des adhésifs Beetle pendant la guerre, a été la production d'avions et la construction de bateaux. Les colles Beetle Cement se répartissaient en Beetle Cement W, Beetle Cement A (sous forme liquide) et Beetle Cement H (sous forme de poudre). Pour le de Havilland DH.98 Mosquito, la colle Beetle sera utilisée en alternance avec Aerolite de Aero Research Limited. Les Horsa seront aussi collés à la colle Beetle. En 2004 BIP a été acquise par Synthite (en).